# 森六
森六株式会社（もりろく、英: MORIROKU）は東京都港区に本社を置き、国内外に関連会社20社以上を擁する日本最古参の化学専門企業グループの代表格である。
1663(寛文3）年に阿波国（現・徳島県）で創業。
森六株式会社は、森六グループの核となる会社であり、2つの主要事業（樹脂成型部品を取り扱う「生産事業本部、英：Production Division」、幅広い領域をもつ化学品商社機能「ケミカル事業本部、英：Chemicals Division」）を推進する。北米や中国・アジアに積極的に事業を展開し、売上の約7割を海外が占めている。

## 社名「森六」の由来
1663年、初代 森安兵衛が「嶋屋」の屋号で藍玉・干鰯（ほしか）の商いを始めた。その後、六代目 森六兵衛の時代（1853年）に関東での商売を開始。名前から2字を取り、「森六」と名乗るようになった。

## 沿革
1663(寛文3）年に阿波国（現・徳島県）で初代森安兵衛が藍染めの原料となるタデ科の植物「藍」とその肥料となる「干鰯（ほしか）」の商いを始めた。1853年には江戸に進出し、関東地区の販売本部を開設し全国へ拡大していった。1878年、海外進出の足掛かりとして、パリ万国博覧会に阿波藍を出品し、翌年から三井物産パリ支店で藍の委託販売を試みた。時代の流れに応じて、インド藍・人造藍の輸入を経て、合成染料の取り扱いを開始。1916年に総本店森六商店を株式会社に改組し、化学品の商社として会社組織を整備した。
1949年に塩化ビニールの取扱を開始し、樹脂事業に進出。1958年には、本田技研工業株式会社（以降、本田技研工業）の自動二輪「スーパーカブ」の泥除けの樹脂化に成功し、メーカーとしての礎を築く。この後、三重県に鈴鹿工場、群馬県に関東工場を新設し、本格的に自動車部品の製造を開始した。1986年、初の海外生産拠点として、アメリカ・オハイオ州に現地法人GREENVILLE TECHNOLOGY,INC.を本田技研工業と合弁で設立。米国を皮切りに、香港、フィリピン、タイ、カナダ、インド、シンガポール、イスラエル、中国へグローバルに事業を拡大していった。
2008年、森六株式会社の商号を森六ホールディングス株式会社に変更、生産事業本部を森六テクノロジー株式会社、ケミカル事業本部を森六ケミカルズ株式会社とし、持株会社体制に移行した。
森六テクノロジーでは、四輪自動車用樹脂成形部品や二輪用外装部品、機能部品などを製造、森六ケミカルズでは、ファインケミカル、コーティング、電機・電子、生活材料、自動車材料、樹脂加工製品の６つの事業領域で幅広いケミカル事業を展開している。2017年に森六ホールディングスは東証一部に上場し、2022年に東京証券取引所 プライム市場へ移行した。
2025年4月1日から森六ホールディングス株式会社を継承会社とし、森六テクノロジー株式会社および森六ケミカルズ株式会社を分割会社とする吸収分割を実施し、商号を森六株式会社に変更した。

## 年表
- 1663（寛文 3年）創業。阿波（徳島）において阿波藍および肥料の取り扱いを開始
- 1853（嘉永 6年）江戸に関東地区の販売本部を開設
- 1878（明治11年）パリ万国博覧会に阿波藍出品
- 1882（明治15年）内外肥料の問屋営業を開始
- 1899（明治32年）神戸に支店設置
- 1909（明治42年）大阪に支店開設。染料・工業製品・ソーダ類の輸入販売開始
- 1949（昭和24年）塩化ビニール取扱い開始
- 1958（昭和33年）低圧ポリエチレン取扱い開始、製品応用法開発
- 1962（昭和37年）本社を東京都中央区日本橋室町に移転（大阪支店設置）
- 1963（昭和38年）商号を森六商事株式会社に変更
- 1965（昭和40年）三重県鈴鹿市に工場新設
- 1968（昭和43年）本社を千代田区霞が関（霞が関ビル）に移転
- 1979（昭和54年）技術サービスセンター新設
- 1980（昭和55年）群馬県邑楽郡大泉町に工場新設（関東工場）
- 1982（昭和57年）商号を森六株式会社に変更
- 1983（昭和58年）埼玉県川越市に技術研究所および試作工場を新設、香港駐在員事務所開設
- 1986（昭和61年）アメリカ オハイオ州に現地法人GREENVILLE TECHNOLOGY,INC.を本田技研工業と合弁で設立
- 1990（平成 2年）群馬県邑楽郡明和町に工場新設（明和工場）、香港に現地法人MORIROKU COMPANY（HK）LTD. 設立
- 1994（平成 6年）フィリピン  ラグナに現地法人MORIROKU PHILIPPINES, INC. 設立、上海（中国）駐在員事務所開設
- 1996（平成 8年）バンコク駐在員事務所開設、カナダ  オンタリオ州に現地法人LISTOWEL TECHNOLOGY, INC. 設立、インド  ニューデリーに現地法人MORIROKU UT INDIA PVT., LTD. 設立、シンガポールに現地法人MORIROKU（SINGAPORE）PTE., LTD. 設立
- 1997（平成 9年）タイ バンコクに現地法人MORIROKU（THAILAND）CO., LTD. 設立、イスラエル駐在員事務所開設
- 2000（平成12年）アメリカアラバマ州に現地法人RAINSVILLE TECHNOLOGY, INC.設立
- 2001（平成13年）広州森六塑件有限公司 設立、蘇州森六科技塑業有限公司 設立
- 2002（平成14年）森六（上海）貿易有限公司 設立
- 2003（平成15年）森六（広州）貿易有限公司 設立、栃木県真岡市に生産事業本部開発センターを設立、生産事業本部機能を集約
- 2004（平成16年）本社を港区南青山に移転、武漢森六汽車配件有限公司 設立
- 2006（平成18年）化学品事業本部と樹脂事業本部をケミカル事業本部に統合（組織再編）
- 2007（平成19年）森六プレシジョン株式会社 設立、森六（天津）化学品貿易有限公司 設立、MORIROKU AUSTRIA GmbH 設立
- 2010（平成22年）森六アグリ株式会社 設立、MORIROKU TECHNOLOGY（THAILAND）CO., LTD. 設立
- 2011（平成23年）MORIROKU CHEMICALS KOREA CO., LTD. 設立
- 2012（平成24年）PT. MORIROKU TECHNOLOGY INDONESIA 設立、Moriroku Technology De Mexico S.A. De C.V. 設立
- 2016（平成28年）関東工場、明和工場、金型製造工場（埼玉県川越市）を群馬県太田市に集約、PT. Moriroku Chemicals Indonesia 設立
- 2017（平成29年）東京証券取引所 市場第一部へ株式上場
- 2021（令和 3年）MORIROKU CHEMICALS INDIA PRIVATE LIMITED 設立
- 2022（令和 4年）東京証券取引所 プライム市場へ移行
- 2023（令和 5年）THE REPRESENTATIVE OFFICE OF MORIROKU CHEMICALS CO., LTD. IN HO CHI MINH CITY 開設、Greenville Technology, Inc.とRainsville Technology, Inc.を合併、Moriroku Technology North America Inc.を設立
- 2025（令和 7年）商号を森六株式会社に変更し「商社」と「メーカー」の事業を継承

## 主なグループ企業

### 生産事業本部

#### 国内事業所
- 開発センター
- 鈴鹿工場
- 関東工場

#### 国内関係会社
- 株式会社ユーコウ
  - 小田原本社
  - 角田営業所
- 熊本森六化成株式会社

#### 海外関係会社
- Moriroku Technology North America Inc.
  - MTNA Greenville Plant
  - MTNA Anderson Plant
  - MTNA Rainsville Plant
- Listowel Technology, Inc.
- 広州森六塑件有限公司
- 森六中国研究開発室
- 武漢森六汽車配件有限公司
  - 第二工場
- Moriroku Philippines, Inc.
- Moriroku Technology (Thailand) Co., Ltd.
- Moriroku Technology Thailand R&D
- Pt. Moriroku Technology Indonesia
- Moriroku Technology India Pvt. Ltd.
  - Noida Plant
  - Kahrani Plant

### ケミカル事業本部

#### 国内事業所
- 大阪支店
- 名古屋支店
- 四国支店
- 明石営業所

#### 国内関係会社
- 四国化工株式会社（本社工場）
  - 西山第一工場
  - 西山第二工場
  - 横内工場
  - 札幌営業所
  - 東北事業所
  - 関東事業所
  - 関西営業所（本社工場内）
  - 九州事業所
- 四国凱密高商貿（上海）有限公司
- 五興化成工業株式会社
- アイ・エム・マテリアル株式会社
  - 京都工場
- 森六アグリ株式会社
  - 高知営業所
  - 関西営業所

#### 海外関係会社
- 森六（上海）貿易有限公司
- 森六（広州）貿易有限公司
  - 重慶分公司
- 森六（天津）化学品貿易有限公司
- Moriroku (Singapore) Pte., Ltd.
- MORIROKU (THAILAND) CO., LTD.
- Moriroku Chemicals Korea Co., LTD
- PT. Moriroku Chemicals Indonesia
- MORIROKU CHEMICALS INDIA PRIVATE LIMITED
- THE REPRESENTATIVE OFFICE OF MORIROKU CHEMICALS CO., LTD. IN HO CHI MINH CITY
- Israel Representative Office
- Moriroku Austria GmbH
- Moriroku America, Inc.
- M&C Tech Indiana Corporation

## 事業概要
生産事業本部では、生活材料、自動車材料、そして樹脂加工製品の製造など事業を営む。ケミカル事業本部は、ファインケミカル、コーティング、そして電気・電子関連のパーツを含む9つの事業分野で、幅広い分野のお客様をトータルにサポートしています。「商社」と「メーカー」の機能を併せ持つ特徴を生かし、多様な顧客ニーズに応えることで社会に必要とされる企業を目指し、創業400年に向けて社会課題の解決に取り組んでいる。

## サステナブル経営に向けた取り組み
喫緊の課題である気候変動問題を、サステナビリティ最重要課題（マテリアリティ）の1つに特定し、2022年10月には「気候関連財務情報開示タスクフォース（TCFD）」による提言への賛同を表明。本提言を踏まえて「ガバナンス」「戦略」「リスク管理」「指標と目標」の観点から情報開示の拡充に努め、環境負荷の低減と企業価値向上の双方に取り組んでいる。

## 創業の地 徳島が推進する『森づくり事業』への参画
森六株式会社は、徳島県が推進する「とくしま協働の森づくり事業」に参画し、創業の地 徳島において環境保全活動に取り組んでいる。
本事業は、脱炭素社会の実現に向けて、徳島県と公益社団法人 徳島森林づくり推進機構が森林整備を行うものであり、当社グループは本事業の活動理念に賛同し、「SDGｓ森づくり宣言」を行なった。今後は、徳島県内の大規模な森林活動拠点（FAB：Forest Activity Base）において、社員や地域住民、学校、林業従事者の皆さまなど、多くの方々とのネットワークを築きながら協働の森づくり活動に携わっていく。

## 地域社会とのかかわり
森六グループ創業地である阿波（徳島県）で400年続く「阿波おどり」。森六グループは約60年前に、踊り手の団体として「森六連」を結成し、毎年お盆の時期に開催される「徳島市阿波おどり」に、約130人規模で参加している。街中の通りのみならず、観覧席のある演舞場でも踊りを披露している。

## スポンサーシップ
「共に成長し、グローバルに挑戦したい」という森六グループの期待を込めて、2019年9月から女子プロゴルファー山路 晶（やまじ あきら）選手と所属スポンサー契約を締結している。また、2025年4月には初のアスリート社員として車いすテニスの城 智也（たち ともや）選手を迎え、所属契約を締結している。